# Santa Maria Madalena em Êxtase (Rubens)
Santa Maria Madalena em Êxtase ou A Morte de Santa Maria Madalena é uma pintura a óleo sobre tela de Peter Paul Rubens, concluída entre 1619 e 1620. Mostra Maria Madalena apoiada por dois anjos. A pintura foi produzida para os Ordem dos Frades Menores em Gante. Foi tomada pelas tropas de ocupação francesas em 1794 e levada para Paris, antes de ser alocada no recém-fundado Palais des Beaux-Arts de Lille, onde está atualmente abrigada.
A obra está associada, provavelmente, a duas outras do artista: São Francisco Recebendo os Estigmas e A Virgem Maria e São Francisco Salvando o Mundo da Ira de Cristo.